# Dumitru Munteanu
Dumitru Munteanu (Bukarest, 1932. július 3. – 2020. június 19.) válogatott román labdarúgó, középpályás.

## Pályafutása

### Klubcsapatban
1950–51-ben a Laromet București korosztályos csapatában játszott. 1952 és 1954 között a Progresul Bistrița, 1955-ben a CCA București, 1956 és 1966 között a Petrolul Ploiești labdarúgója volt. A CCA Bucureștivel egy románkupa-győzelmet, a Petrolul Ploiești három bajnoki címet és egy románkupa-győzelmet ért el.

### A válogatottban
1962-ben egy alkalommal szerepelt a román válogatottban.

## Sikerei, díjai
CCA București
- Román kupa
  - győztes: 1955

 Petrolul Ploiești
- Román bajnokság
  - bajnok (3): 1957–58, 1958–59, 1965–66
- Román kupa
  - győztes: 1962–63